# Oberschlesische Fußballmeisterschaft

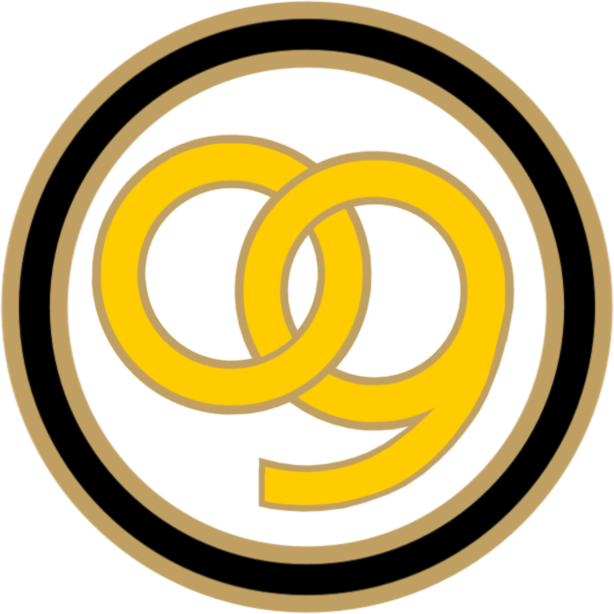
Beuthener SuSV 09
7 Mal Oberschlesischer Meister

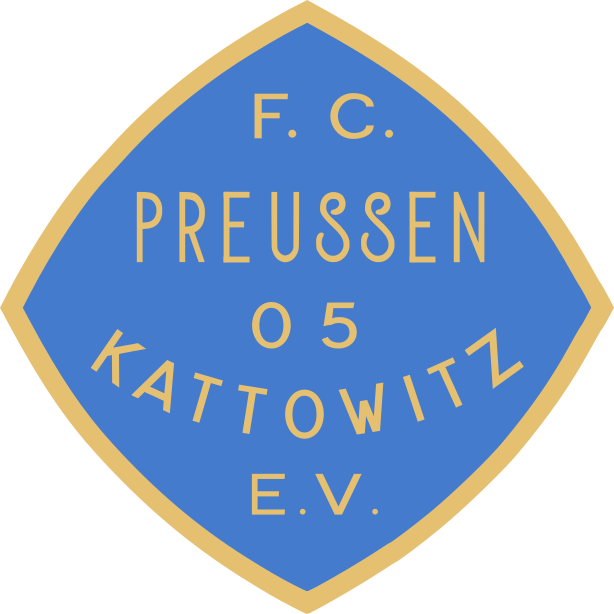
1907 wurde der FC Preußen 05 Kattowitz erster Oberschlesischer Meister

Von 1906 bis 1933 wurde der Oberschlesische Fußballmeister der Männer im Südostdeutsche Fußball-Verband (SOFV) ausgespielt, wobei der FC Preußen 05 Kattowitz den ersten und der Beuthener SuSV 09 die meisten Titel errungen hat. Der Oberschlesische Meister qualifizierte sich für die Endrunde um die südostdeutsche Meisterschaft.

## Geschichte
Nach der Gründung des SOFV entschloss sich der Kattowitzer Ballspiel-Verband, sich dem Südostdeutschen Fußball-Verband anzuschließen und als Bezirk Oberschlesien um die südostdeutsche Meisterschaft zu spielen. Ab der Saison 1908/09 wurde die Meisterschaft in mehreren Gauen ausgetragen, deren Sieger dann in Entscheidungsspielen den Oberschlesischen Meister ausspielten. Waren es am Anfang mit den Gauen Kattowitz und Ratibor, bzw. Kattowitz und Gleiwitz, nur zwei Gruppen, vergrößerte sich die Anzahl in der Saison 1913/14 auf drei, als der Gau Beuthen hinzukam. Nach dem Ersten Weltkrieg spielte man die oberschlesische Meisterschaft in vier Gauen (Beuthen, Gleiwitz, Kattowitz, Ratibor) aus. 1920/21 wurde der Gau Oppeln hinzugefügt. In der Saison 1922/23 fiel Kattowitz an Polen und der Gau wurde aufgelöst, dafür wurde der Gau Neustadt ins Leben gerufen. Der Gau Beuthen war zusätzlich in Ost und West unterteilt, deren Sieger dann die Gaumeisterschaft ausspielten. In den kommenden Jahren wurden die einzelne Gaue weiter unterteilt bis 1925/26 wieder etwas System geschaffen wurde und die oberschlesische Meisterschaft nur noch in zwei Gruppen (Gruppe I, Gruppe II) ausgetragen wurde. Schließlich folgte in der darauf folgenden Saison die Zusammenlegung in nur eine Gruppe, die bis 1933 Bestand hatte. Ab der Saison 1928/29 durfte auch der oberschlesische Vizemeister an der südostdeutschen Endrunde teilnehmen.
Zu Beginn wurde die oberschlesische Meisterschaft von Vereinen aus Kattowitz dominiert. Dies änderte sich mit dem Übergang Kattowitz zu Polen und Vereine aus Beuthen, Zaborze und Gleiwitz konnten die Meisterschaft erringen. Konnte man in den 1910er und Anfang der 1920er noch nicht mit anderen Vereinen aus dem Südostdeutschen Fußball-Verband, insbesondere aus Mittelschlesien und der Niederlausitz, mithalten, änderte sich dies mit der Zusammenlegung der Bezirksklasse zu einer Liga und der daraus resultierenden Bündelung der Kräfte Mitte der 1920er. Ab 1929 kamen alle südostdeutschen Meister aus der Bezirksklasse Oberschlesiens, 1933 kam sogar ebenfalls der südostdeutsche Vizemeister aus Oberschlesien. Bemerkenswert ist ebenfalls, dass alle südostdeutschen Meister aus Oberschlesien in der gleichen Saison in der Bezirksklasse nur Vizemeister wurden. Im Zuge der Gleichschaltung wurde der Südostdeutsche Fußball-Verband wenige Monate nach der Machtübernahme der Nationalsozialisten im Jahre 1933 aufgelöst. Somit hörte auch die Bezirksklasse Oberschlesien auf zu existieren. Die Vereine wurden ab 1933 der Gauliga Schlesien bzw. deren Unterbau zugeordnet.
| Saison  | Bezirk Oberschlesien        | Bezirk Oberschlesien        | Bezirk Oberschlesien        | Bezirk Oberschlesien        | Bezirk Oberschlesien        | Bezirk Oberschlesien        | Bezirk Oberschlesien        | Bezirk Oberschlesien        | Bezirk Oberschlesien        | Bezirk Oberschlesien        | Bezirk Oberschlesien        | Bezirk Oberschlesien        | Bezirk Oberschlesien        | Bezirk Oberschlesien        | Bezirk Oberschlesien        | Bezirk Oberschlesien        | Bezirk Oberschlesien        | Bezirk Oberschlesien        | Bezirk Oberschlesien        | Bezirk Oberschlesien        | Bezirk Oberschlesien        | Bezirk Oberschlesien        | Bezirk Oberschlesien        | Bezirk Oberschlesien        | Bezirk Oberschlesien        | Bezirk Oberschlesien        | Bezirk Oberschlesien        | Bezirk Oberschlesien        | Bezirk Oberschlesien        | Bezirk Oberschlesien        | Bezirk Oberschlesien        | Bezirk Oberschlesien        | Bezirk Oberschlesien        | Bezirk Oberschlesien        | Bezirk Oberschlesien        | Bezirk Oberschlesien        | Bezirk Oberschlesien        | Bezirk Oberschlesien        | Bezirk Oberschlesien        | Bezirk Oberschlesien        | Bezirk Oberschlesien        | Bezirk Oberschlesien        | Bezirk Oberschlesien        | Bezirk Oberschlesien        | Bezirk Oberschlesien        | Bezirk Oberschlesien        | Bezirk Oberschlesien        | Bezirk Oberschlesien        | Bezirk Oberschlesien        | Bezirk Oberschlesien        | Bezirk Oberschlesien        | Bezirk Oberschlesien        | Bezirk Oberschlesien        | Bezirk Oberschlesien        | Bezirk Oberschlesien        | Bezirk Oberschlesien        | Bezirk Oberschlesien        | Bezirk Oberschlesien        | Bezirk Oberschlesien        | Bezirk Oberschlesien        |
| ------- | --------------------------- | --------------------------- | --------------------------- | --------------------------- | --------------------------- | --------------------------- | --------------------------- | --------------------------- | --------------------------- | --------------------------- | --------------------------- | --------------------------- | --------------------------- | --------------------------- | --------------------------- | --------------------------- | --------------------------- | --------------------------- | --------------------------- | --------------------------- | --------------------------- | --------------------------- | --------------------------- | --------------------------- | --------------------------- | --------------------------- | --------------------------- | --------------------------- | --------------------------- | --------------------------- | --------------------------- | --------------------------- | --------------------------- | --------------------------- | --------------------------- | --------------------------- | --------------------------- | --------------------------- | --------------------------- | --------------------------- | --------------------------- | --------------------------- | --------------------------- | --------------------------- | --------------------------- | --------------------------- | --------------------------- | --------------------------- | --------------------------- | --------------------------- | --------------------------- | --------------------------- | --------------------------- | --------------------------- | --------------------------- | --------------------------- | --------------------------- | --------------------------- | --------------------------- | --------------------------- |
| 1906/07 | Bezirksklasse Oberschlesien | Bezirksklasse Oberschlesien | Bezirksklasse Oberschlesien | Bezirksklasse Oberschlesien | Bezirksklasse Oberschlesien | Bezirksklasse Oberschlesien | Bezirksklasse Oberschlesien | Bezirksklasse Oberschlesien | Bezirksklasse Oberschlesien | Bezirksklasse Oberschlesien | Bezirksklasse Oberschlesien | Bezirksklasse Oberschlesien | Bezirksklasse Oberschlesien | Bezirksklasse Oberschlesien | Bezirksklasse Oberschlesien | Bezirksklasse Oberschlesien | Bezirksklasse Oberschlesien | Bezirksklasse Oberschlesien | Bezirksklasse Oberschlesien | Bezirksklasse Oberschlesien | Bezirksklasse Oberschlesien | Bezirksklasse Oberschlesien | Bezirksklasse Oberschlesien | Bezirksklasse Oberschlesien | Bezirksklasse Oberschlesien | Bezirksklasse Oberschlesien | Bezirksklasse Oberschlesien | Bezirksklasse Oberschlesien | Bezirksklasse Oberschlesien | Bezirksklasse Oberschlesien | Bezirksklasse Oberschlesien | Bezirksklasse Oberschlesien | Bezirksklasse Oberschlesien | Bezirksklasse Oberschlesien | Bezirksklasse Oberschlesien | Bezirksklasse Oberschlesien | Bezirksklasse Oberschlesien | Bezirksklasse Oberschlesien | Bezirksklasse Oberschlesien | Bezirksklasse Oberschlesien | Bezirksklasse Oberschlesien | Bezirksklasse Oberschlesien | Bezirksklasse Oberschlesien | Bezirksklasse Oberschlesien | Bezirksklasse Oberschlesien | Bezirksklasse Oberschlesien | Bezirksklasse Oberschlesien | Bezirksklasse Oberschlesien | Bezirksklasse Oberschlesien | Bezirksklasse Oberschlesien | Bezirksklasse Oberschlesien | Bezirksklasse Oberschlesien | Bezirksklasse Oberschlesien | Bezirksklasse Oberschlesien | Bezirksklasse Oberschlesien | Bezirksklasse Oberschlesien | Bezirksklasse Oberschlesien | Bezirksklasse Oberschlesien | Bezirksklasse Oberschlesien | Bezirksklasse Oberschlesien |
| 1907/08 | Bezirksklasse Oberschlesien | Bezirksklasse Oberschlesien | Bezirksklasse Oberschlesien | Bezirksklasse Oberschlesien | Bezirksklasse Oberschlesien | Bezirksklasse Oberschlesien | Bezirksklasse Oberschlesien | Bezirksklasse Oberschlesien | Bezirksklasse Oberschlesien | Bezirksklasse Oberschlesien | Bezirksklasse Oberschlesien | Bezirksklasse Oberschlesien | Bezirksklasse Oberschlesien | Bezirksklasse Oberschlesien | Bezirksklasse Oberschlesien | Bezirksklasse Oberschlesien | Bezirksklasse Oberschlesien | Bezirksklasse Oberschlesien | Bezirksklasse Oberschlesien | Bezirksklasse Oberschlesien | Bezirksklasse Oberschlesien | Bezirksklasse Oberschlesien | Bezirksklasse Oberschlesien | Bezirksklasse Oberschlesien | Bezirksklasse Oberschlesien | Bezirksklasse Oberschlesien | Bezirksklasse Oberschlesien | Bezirksklasse Oberschlesien | Bezirksklasse Oberschlesien | Bezirksklasse Oberschlesien | Bezirksklasse Oberschlesien | Bezirksklasse Oberschlesien | Bezirksklasse Oberschlesien | Bezirksklasse Oberschlesien | Bezirksklasse Oberschlesien | Bezirksklasse Oberschlesien | Bezirksklasse Oberschlesien | Bezirksklasse Oberschlesien | Bezirksklasse Oberschlesien | Bezirksklasse Oberschlesien | Bezirksklasse Oberschlesien | Bezirksklasse Oberschlesien | Bezirksklasse Oberschlesien | Bezirksklasse Oberschlesien | Bezirksklasse Oberschlesien | Bezirksklasse Oberschlesien | Bezirksklasse Oberschlesien | Bezirksklasse Oberschlesien | Bezirksklasse Oberschlesien | Bezirksklasse Oberschlesien | Bezirksklasse Oberschlesien | Bezirksklasse Oberschlesien | Bezirksklasse Oberschlesien | Bezirksklasse Oberschlesien | Bezirksklasse Oberschlesien | Bezirksklasse Oberschlesien | Bezirksklasse Oberschlesien | Bezirksklasse Oberschlesien | Bezirksklasse Oberschlesien | Bezirksklasse Oberschlesien |
| 1908/09 | Gau Kattowitz               | Gau Kattowitz               | Gau Kattowitz               | Gau Kattowitz               | Gau Kattowitz               | Gau Kattowitz               | Gau Kattowitz               | Gau Kattowitz               | Gau Kattowitz               | Gau Kattowitz               | Gau Kattowitz               | Gau Kattowitz               | Gau Kattowitz               | Gau Kattowitz               | Gau Kattowitz               | Gau Kattowitz               | Gau Kattowitz               | Gau Kattowitz               | Gau Kattowitz               | Gau Kattowitz               | Gau Kattowitz               | Gau Kattowitz               | Gau Kattowitz               | Gau Kattowitz               | Gau Kattowitz               | Gau Kattowitz               | Gau Kattowitz               | Gau Kattowitz               | Gau Kattowitz               | Gau Kattowitz               | Gau Ratibor                 | Gau Ratibor                 | Gau Ratibor                 | Gau Ratibor                 | Gau Ratibor                 | Gau Ratibor                 | Gau Ratibor                 | Gau Ratibor                 | Gau Ratibor                 | Gau Ratibor                 | Gau Ratibor                 | Gau Ratibor                 | Gau Ratibor                 | Gau Ratibor                 | Gau Ratibor                 | Gau Ratibor                 | Gau Ratibor                 | Gau Ratibor                 | Gau Ratibor                 | Gau Ratibor                 | Gau Ratibor                 | Gau Ratibor                 | Gau Ratibor                 | Gau Ratibor                 | Gau Ratibor                 | Gau Ratibor                 | Gau Ratibor                 | Gau Ratibor                 | Gau Ratibor                 | Gau Ratibor                 |
| 1909/10 | Gau Beuthen                 | Gau Beuthen                 | Gau Beuthen                 | Gau Beuthen                 | Gau Beuthen                 | Gau Beuthen                 | Gau Beuthen                 | Gau Beuthen                 | Gau Beuthen                 | Gau Beuthen                 | Gau Beuthen                 | Gau Beuthen                 | Gau Beuthen                 | Gau Beuthen                 | Gau Beuthen                 | Gau Beuthen                 | Gau Beuthen                 | Gau Beuthen                 | Gau Beuthen                 | Gau Beuthen                 | Gau Kattowitz               | Gau Kattowitz               | Gau Kattowitz               | Gau Kattowitz               | Gau Kattowitz               | Gau Kattowitz               | Gau Kattowitz               | Gau Kattowitz               | Gau Kattowitz               | Gau Kattowitz               | Gau Kattowitz               | Gau Kattowitz               | Gau Kattowitz               | Gau Kattowitz               | Gau Kattowitz               | Gau Kattowitz               | Gau Kattowitz               | Gau Kattowitz               | Gau Kattowitz               | Gau Kattowitz               | Gau Ratibor                 | Gau Ratibor                 | Gau Ratibor                 | Gau Ratibor                 | Gau Ratibor                 | Gau Ratibor                 | Gau Ratibor                 | Gau Ratibor                 | Gau Ratibor                 | Gau Ratibor                 | Gau Ratibor                 | Gau Ratibor                 | Gau Ratibor                 | Gau Ratibor                 | Gau Ratibor                 | Gau Ratibor                 | Gau Ratibor                 | Gau Ratibor                 | Gau Ratibor                 | Gau Ratibor                 |
| 1910/11 | Gau Beuthen                 | Gau Beuthen                 | Gau Beuthen                 | Gau Beuthen                 | Gau Beuthen                 | Gau Beuthen                 | Gau Beuthen                 | Gau Beuthen                 | Gau Beuthen                 | Gau Beuthen                 | Gau Beuthen                 | Gau Beuthen                 | Gau Beuthen                 | Gau Beuthen                 | Gau Beuthen                 | Gau Beuthen                 | Gau Beuthen                 | Gau Beuthen                 | Gau Beuthen                 | Gau Beuthen                 | Gau Gleiwitz                | Gau Gleiwitz                | Gau Gleiwitz                | Gau Gleiwitz                | Gau Gleiwitz                | Gau Gleiwitz                | Gau Gleiwitz                | Gau Gleiwitz                | Gau Gleiwitz                | Gau Gleiwitz                | Gau Gleiwitz                | Gau Gleiwitz                | Gau Gleiwitz                | Gau Gleiwitz                | Gau Gleiwitz                | Gau Gleiwitz                | Gau Gleiwitz                | Gau Gleiwitz                | Gau Gleiwitz                | Gau Gleiwitz                | Gau Kattowitz               | Gau Kattowitz               | Gau Kattowitz               | Gau Kattowitz               | Gau Kattowitz               | Gau Kattowitz               | Gau Kattowitz               | Gau Kattowitz               | Gau Kattowitz               | Gau Kattowitz               | Gau Kattowitz               | Gau Kattowitz               | Gau Kattowitz               | Gau Kattowitz               | Gau Kattowitz               | Gau Kattowitz               | Gau Kattowitz               | Gau Kattowitz               | Gau Kattowitz               | Gau Kattowitz               |
| 1911/12 | Liga-Klasse Oberschlesien   | Liga-Klasse Oberschlesien   | Liga-Klasse Oberschlesien   | Liga-Klasse Oberschlesien   | Liga-Klasse Oberschlesien   | Liga-Klasse Oberschlesien   | Liga-Klasse Oberschlesien   | Liga-Klasse Oberschlesien   | Liga-Klasse Oberschlesien   | Liga-Klasse Oberschlesien   | Liga-Klasse Oberschlesien   | Liga-Klasse Oberschlesien   | Liga-Klasse Oberschlesien   | Liga-Klasse Oberschlesien   | Liga-Klasse Oberschlesien   | Liga-Klasse Oberschlesien   | Liga-Klasse Oberschlesien   | Liga-Klasse Oberschlesien   | Liga-Klasse Oberschlesien   | Liga-Klasse Oberschlesien   | Liga-Klasse Oberschlesien   | Liga-Klasse Oberschlesien   | Liga-Klasse Oberschlesien   | Liga-Klasse Oberschlesien   | Liga-Klasse Oberschlesien   | Liga-Klasse Oberschlesien   | Liga-Klasse Oberschlesien   | Liga-Klasse Oberschlesien   | Liga-Klasse Oberschlesien   | Liga-Klasse Oberschlesien   | Liga-Klasse Oberschlesien   | Liga-Klasse Oberschlesien   | Liga-Klasse Oberschlesien   | Liga-Klasse Oberschlesien   | Liga-Klasse Oberschlesien   | Liga-Klasse Oberschlesien   | Liga-Klasse Oberschlesien   | Liga-Klasse Oberschlesien   | Liga-Klasse Oberschlesien   | Liga-Klasse Oberschlesien   | Liga-Klasse Oberschlesien   | Liga-Klasse Oberschlesien   | Liga-Klasse Oberschlesien   | Liga-Klasse Oberschlesien   | Liga-Klasse Oberschlesien   | Liga-Klasse Oberschlesien   | Liga-Klasse Oberschlesien   | Liga-Klasse Oberschlesien   | Liga-Klasse Oberschlesien   | Liga-Klasse Oberschlesien   | Liga-Klasse Oberschlesien   | Liga-Klasse Oberschlesien   | Liga-Klasse Oberschlesien   | Liga-Klasse Oberschlesien   | Liga-Klasse Oberschlesien   | Liga-Klasse Oberschlesien   | Liga-Klasse Oberschlesien   | Liga-Klasse Oberschlesien   | Liga-Klasse Oberschlesien   | Liga-Klasse Oberschlesien   |
| 1912/13 | Liga-Klasse Oberschlesien   | Liga-Klasse Oberschlesien   | Liga-Klasse Oberschlesien   | Liga-Klasse Oberschlesien   | Liga-Klasse Oberschlesien   | Liga-Klasse Oberschlesien   | Liga-Klasse Oberschlesien   | Liga-Klasse Oberschlesien   | Liga-Klasse Oberschlesien   | Liga-Klasse Oberschlesien   | Liga-Klasse Oberschlesien   | Liga-Klasse Oberschlesien   | Liga-Klasse Oberschlesien   | Liga-Klasse Oberschlesien   | Liga-Klasse Oberschlesien   | Liga-Klasse Oberschlesien   | Liga-Klasse Oberschlesien   | Liga-Klasse Oberschlesien   | Liga-Klasse Oberschlesien   | Liga-Klasse Oberschlesien   | Liga-Klasse Oberschlesien   | Liga-Klasse Oberschlesien   | Liga-Klasse Oberschlesien   | Liga-Klasse Oberschlesien   | Liga-Klasse Oberschlesien   | Liga-Klasse Oberschlesien   | Liga-Klasse Oberschlesien   | Liga-Klasse Oberschlesien   | Liga-Klasse Oberschlesien   | Liga-Klasse Oberschlesien   | Liga-Klasse Oberschlesien   | Liga-Klasse Oberschlesien   | Liga-Klasse Oberschlesien   | Liga-Klasse Oberschlesien   | Liga-Klasse Oberschlesien   | Liga-Klasse Oberschlesien   | Liga-Klasse Oberschlesien   | Liga-Klasse Oberschlesien   | Liga-Klasse Oberschlesien   | Liga-Klasse Oberschlesien   | Liga-Klasse Oberschlesien   | Liga-Klasse Oberschlesien   | Liga-Klasse Oberschlesien   | Liga-Klasse Oberschlesien   | Liga-Klasse Oberschlesien   | Liga-Klasse Oberschlesien   | Liga-Klasse Oberschlesien   | Liga-Klasse Oberschlesien   | Liga-Klasse Oberschlesien   | Liga-Klasse Oberschlesien   | Liga-Klasse Oberschlesien   | Liga-Klasse Oberschlesien   | Liga-Klasse Oberschlesien   | Liga-Klasse Oberschlesien   | Liga-Klasse Oberschlesien   | Liga-Klasse Oberschlesien   | Liga-Klasse Oberschlesien   | Liga-Klasse Oberschlesien   | Liga-Klasse Oberschlesien   | Liga-Klasse Oberschlesien   |
| 1913/14 | Gau Beuthen                 | Gau Beuthen                 | Gau Beuthen                 | Gau Beuthen                 | Gau Beuthen                 | Gau Beuthen                 | Gau Beuthen                 | Gau Beuthen                 | Gau Beuthen                 | Gau Beuthen                 | Gau Beuthen                 | Gau Beuthen                 | Gau Beuthen                 | Gau Beuthen                 | Gau Beuthen                 | Gau Beuthen                 | Gau Beuthen                 | Gau Beuthen                 | Gau Beuthen                 | Gau Beuthen                 | Gau Gleiwitz                | Gau Gleiwitz                | Gau Gleiwitz                | Gau Gleiwitz                | Gau Gleiwitz                | Gau Gleiwitz                | Gau Gleiwitz                | Gau Gleiwitz                | Gau Gleiwitz                | Gau Gleiwitz                | Gau Gleiwitz                | Gau Gleiwitz                | Gau Gleiwitz                | Gau Gleiwitz                | Gau Gleiwitz                | Gau Gleiwitz                | Gau Gleiwitz                | Gau Gleiwitz                | Gau Gleiwitz                | Gau Gleiwitz                | Gau Kattowitz               | Gau Kattowitz               | Gau Kattowitz               | Gau Kattowitz               | Gau Kattowitz               | Gau Kattowitz               | Gau Kattowitz               | Gau Kattowitz               | Gau Kattowitz               | Gau Kattowitz               | Gau Kattowitz               | Gau Kattowitz               | Gau Kattowitz               | Gau Kattowitz               | Gau Kattowitz               | Gau Kattowitz               | Gau Kattowitz               | Gau Kattowitz               | Gau Kattowitz               | Gau Kattowitz               |
| 1919/20 | Gau Beuthen                 | Gau Beuthen                 | Gau Beuthen                 | Gau Beuthen                 | Gau Beuthen                 | Gau Beuthen                 | Gau Beuthen                 | Gau Beuthen                 | Gau Beuthen                 | Gau Beuthen                 | Gau Beuthen                 | Gau Beuthen                 | Gau Beuthen                 | Gau Beuthen                 | Gau Beuthen                 | Gau Gleiwitz                | Gau Gleiwitz                | Gau Gleiwitz                | Gau Gleiwitz                | Gau Gleiwitz                | Gau Gleiwitz                | Gau Gleiwitz                | Gau Gleiwitz                | Gau Gleiwitz                | Gau Gleiwitz                | Gau Gleiwitz                | Gau Gleiwitz                | Gau Gleiwitz                | Gau Gleiwitz                | Gau Gleiwitz                | Gau Kattowitz               | Gau Kattowitz               | Gau Kattowitz               | Gau Kattowitz               | Gau Kattowitz               | Gau Kattowitz               | Gau Kattowitz               | Gau Kattowitz               | Gau Kattowitz               | Gau Kattowitz               | Gau Kattowitz               | Gau Kattowitz               | Gau Kattowitz               | Gau Kattowitz               | Gau Kattowitz               | Gau Ratibor                 | Gau Ratibor                 | Gau Ratibor                 | Gau Ratibor                 | Gau Ratibor                 | Gau Ratibor                 | Gau Ratibor                 | Gau Ratibor                 | Gau Ratibor                 | Gau Ratibor                 | Gau Ratibor                 | Gau Ratibor                 | Gau Ratibor                 | Gau Ratibor                 | Gau Ratibor                 |
| 1920/21 | Gau Beuthen                 | Gau Beuthen                 | Gau Beuthen                 | Gau Beuthen                 | Gau Beuthen                 | Gau Beuthen                 | Gau Beuthen                 | Gau Beuthen                 | Gau Beuthen                 | Gau Beuthen                 | Gau Beuthen                 | Gau Beuthen                 | Gau Gleiwitz                | Gau Gleiwitz                | Gau Gleiwitz                | Gau Gleiwitz                | Gau Gleiwitz                | Gau Gleiwitz                | Gau Gleiwitz                | Gau Gleiwitz                | Gau Gleiwitz                | Gau Gleiwitz                | Gau Gleiwitz                | Gau Gleiwitz                | Gau Kattowitz               | Gau Kattowitz               | Gau Kattowitz               | Gau Kattowitz               | Gau Kattowitz               | Gau Kattowitz               | Gau Kattowitz               | Gau Kattowitz               | Gau Kattowitz               | Gau Kattowitz               | Gau Kattowitz               | Gau Kattowitz               | Gau Oppeln                  | Gau Oppeln                  | Gau Oppeln                  | Gau Oppeln                  | Gau Oppeln                  | Gau Oppeln                  | Gau Oppeln                  | Gau Oppeln                  | Gau Oppeln                  | Gau Oppeln                  | Gau Oppeln                  | Gau Oppeln                  | Gau Ratibor                 | Gau Ratibor                 | Gau Ratibor                 | Gau Ratibor                 | Gau Ratibor                 | Gau Ratibor                 | Gau Ratibor                 | Gau Ratibor                 | Gau Ratibor                 | Gau Ratibor                 | Gau Ratibor                 | Gau Ratibor                 |
| 1921/22 | Gau Beuthen                 | Gau Beuthen                 | Gau Beuthen                 | Gau Beuthen                 | Gau Beuthen                 | Gau Beuthen                 | Gau Beuthen                 | Gau Beuthen                 | Gau Beuthen                 | Gau Beuthen                 | Gau Beuthen                 | Gau Beuthen                 | Gau Gleiwitz                | Gau Gleiwitz                | Gau Gleiwitz                | Gau Gleiwitz                | Gau Gleiwitz                | Gau Gleiwitz                | Gau Gleiwitz                | Gau Gleiwitz                | Gau Gleiwitz                | Gau Gleiwitz                | Gau Gleiwitz                | Gau Gleiwitz                | Gau Kattowitz               | Gau Kattowitz               | Gau Kattowitz               | Gau Kattowitz               | Gau Kattowitz               | Gau Kattowitz               | Gau Kattowitz               | Gau Kattowitz               | Gau Kattowitz               | Gau Kattowitz               | Gau Kattowitz               | Gau Kattowitz               | Gau Oppeln                  | Gau Oppeln                  | Gau Oppeln                  | Gau Oppeln                  | Gau Oppeln                  | Gau Oppeln                  | Gau Oppeln                  | Gau Oppeln                  | Gau Oppeln                  | Gau Oppeln                  | Gau Oppeln                  | Gau Oppeln                  | Gau Ratibor                 | Gau Ratibor                 | Gau Ratibor                 | Gau Ratibor                 | Gau Ratibor                 | Gau Ratibor                 | Gau Ratibor                 | Gau Ratibor                 | Gau Ratibor                 | Gau Ratibor                 | Gau Ratibor                 | Gau Ratibor                 |
| 1922/23 | Gau Beuthen                 | Gau Beuthen                 | Gau Beuthen                 | Gau Beuthen                 | Gau Beuthen                 | Gau Beuthen                 | Gau Beuthen                 | Gau Beuthen                 | Gau Beuthen                 | Gau Beuthen                 | Gau Beuthen                 | Gau Beuthen                 | Gau Gleiwitz                | Gau Gleiwitz                | Gau Gleiwitz                | Gau Gleiwitz                | Gau Gleiwitz                | Gau Gleiwitz                | Gau Gleiwitz                | Gau Gleiwitz                | Gau Gleiwitz                | Gau Gleiwitz                | Gau Gleiwitz                | Gau Gleiwitz                | Gau Neustadt                | Gau Neustadt                | Gau Neustadt                | Gau Neustadt                | Gau Neustadt                | Gau Neustadt                | Gau Neustadt                | Gau Neustadt                | Gau Neustadt                | Gau Neustadt                | Gau Neustadt                | Gau Neustadt                | Gau Oppeln                  | Gau Oppeln                  | Gau Oppeln                  | Gau Oppeln                  | Gau Oppeln                  | Gau Oppeln                  | Gau Oppeln                  | Gau Oppeln                  | Gau Oppeln                  | Gau Oppeln                  | Gau Oppeln                  | Gau Oppeln                  | Gau Ratibor                 | Gau Ratibor                 | Gau Ratibor                 | Gau Ratibor                 | Gau Ratibor                 | Gau Ratibor                 | Gau Ratibor                 | Gau Ratibor                 | Gau Ratibor                 | Gau Ratibor                 | Gau Ratibor                 | Gau Ratibor                 |
| 1923/24 | Gau Beuthen                 | Gau Beuthen                 | Gau Beuthen                 | Gau Beuthen                 | Gau Beuthen                 | Gau Beuthen                 | Gau Beuthen                 | Gau Beuthen                 | Gau Beuthen                 | Gau Beuthen                 | Gau Beuthen                 | Gau Beuthen                 | Gau Gleiwitz (Ost, West)    | Gau Gleiwitz (Ost, West)    | Gau Gleiwitz (Ost, West)    | Gau Gleiwitz (Ost, West)    | Gau Gleiwitz (Ost, West)    | Gau Gleiwitz (Ost, West)    | Gau Gleiwitz (Ost, West)    | Gau Gleiwitz (Ost, West)    | Gau Gleiwitz (Ost, West)    | Gau Gleiwitz (Ost, West)    | Gau Gleiwitz (Ost, West)    | Gau Gleiwitz (Ost, West)    | Gau Neustadt                | Gau Neustadt                | Gau Neustadt                | Gau Neustadt                | Gau Neustadt                | Gau Neustadt                | Gau Neustadt                | Gau Neustadt                | Gau Neustadt                | Gau Neustadt                | Gau Neustadt                | Gau Neustadt                | Gau Oppeln                  | Gau Oppeln                  | Gau Oppeln                  | Gau Oppeln                  | Gau Oppeln                  | Gau Oppeln                  | Gau Oppeln                  | Gau Oppeln                  | Gau Oppeln                  | Gau Oppeln                  | Gau Oppeln                  | Gau Oppeln                  | Gau Ratibor (Nord, Süd)     | Gau Ratibor (Nord, Süd)     | Gau Ratibor (Nord, Süd)     | Gau Ratibor (Nord, Süd)     | Gau Ratibor (Nord, Süd)     | Gau Ratibor (Nord, Süd)     | Gau Ratibor (Nord, Süd)     | Gau Ratibor (Nord, Süd)     | Gau Ratibor (Nord, Süd)     | Gau Ratibor (Nord, Süd)     | Gau Ratibor (Nord, Süd)     | Gau Ratibor (Nord, Süd)     |
| 1924/25 | Gau Beuthen                 | Gau Beuthen                 | Gau Beuthen                 | Gau Beuthen                 | Gau Beuthen                 | Gau Beuthen                 | Gau Beuthen                 | Gau Beuthen                 | Gau Beuthen                 | Gau Beuthen                 | Gau Beuthen                 | Gau Beuthen                 | Gau Gleiwitz (Ost, West)    | Gau Gleiwitz (Ost, West)    | Gau Gleiwitz (Ost, West)    | Gau Gleiwitz (Ost, West)    | Gau Gleiwitz (Ost, West)    | Gau Gleiwitz (Ost, West)    | Gau Gleiwitz (Ost, West)    | Gau Gleiwitz (Ost, West)    | Gau Gleiwitz (Ost, West)    | Gau Gleiwitz (Ost, West)    | Gau Gleiwitz (Ost, West)    | Gau Gleiwitz (Ost, West)    | Gau Neustadt (Ost, West)    | Gau Neustadt (Ost, West)    | Gau Neustadt (Ost, West)    | Gau Neustadt (Ost, West)    | Gau Neustadt (Ost, West)    | Gau Neustadt (Ost, West)    | Gau Neustadt (Ost, West)    | Gau Neustadt (Ost, West)    | Gau Neustadt (Ost, West)    | Gau Neustadt (Ost, West)    | Gau Neustadt (Ost, West)    | Gau Neustadt (Ost, West)    | Gau Oppeln (Ost, West)      | Gau Oppeln (Ost, West)      | Gau Oppeln (Ost, West)      | Gau Oppeln (Ost, West)      | Gau Oppeln (Ost, West)      | Gau Oppeln (Ost, West)      | Gau Oppeln (Ost, West)      | Gau Oppeln (Ost, West)      | Gau Oppeln (Ost, West)      | Gau Oppeln (Ost, West)      | Gau Oppeln (Ost, West)      | Gau Oppeln (Ost, West)      | Gau Ratibor                 | Gau Ratibor                 | Gau Ratibor                 | Gau Ratibor                 | Gau Ratibor                 | Gau Ratibor                 | Gau Ratibor                 | Gau Ratibor                 | Gau Ratibor                 | Gau Ratibor                 | Gau Ratibor                 | Gau Ratibor                 |
| 1925/26 | Gruppe I                    | Gruppe I                    | Gruppe I                    | Gruppe I                    | Gruppe I                    | Gruppe I                    | Gruppe I                    | Gruppe I                    | Gruppe I                    | Gruppe I                    | Gruppe I                    | Gruppe I                    | Gruppe I                    | Gruppe I                    | Gruppe I                    | Gruppe I                    | Gruppe I                    | Gruppe I                    | Gruppe I                    | Gruppe I                    | Gruppe I                    | Gruppe I                    | Gruppe I                    | Gruppe I                    | Gruppe I                    | Gruppe I                    | Gruppe I                    | Gruppe I                    | Gruppe I                    | Gruppe I                    | Gruppe II                   | Gruppe II                   | Gruppe II                   | Gruppe II                   | Gruppe II                   | Gruppe II                   | Gruppe II                   | Gruppe II                   | Gruppe II                   | Gruppe II                   | Gruppe II                   | Gruppe II                   | Gruppe II                   | Gruppe II                   | Gruppe II                   | Gruppe II                   | Gruppe II                   | Gruppe II                   | Gruppe II                   | Gruppe II                   | Gruppe II                   | Gruppe II                   | Gruppe II                   | Gruppe II                   | Gruppe II                   | Gruppe II                   | Gruppe II                   | Gruppe II                   | Gruppe II                   | Gruppe II                   |
| 1926/27 | Bezirksklasse Oberschlesien | Bezirksklasse Oberschlesien | Bezirksklasse Oberschlesien | Bezirksklasse Oberschlesien | Bezirksklasse Oberschlesien | Bezirksklasse Oberschlesien | Bezirksklasse Oberschlesien | Bezirksklasse Oberschlesien | Bezirksklasse Oberschlesien | Bezirksklasse Oberschlesien | Bezirksklasse Oberschlesien | Bezirksklasse Oberschlesien | Bezirksklasse Oberschlesien | Bezirksklasse Oberschlesien | Bezirksklasse Oberschlesien | Bezirksklasse Oberschlesien | Bezirksklasse Oberschlesien | Bezirksklasse Oberschlesien | Bezirksklasse Oberschlesien | Bezirksklasse Oberschlesien | Bezirksklasse Oberschlesien | Bezirksklasse Oberschlesien | Bezirksklasse Oberschlesien | Bezirksklasse Oberschlesien | Bezirksklasse Oberschlesien | Bezirksklasse Oberschlesien | Bezirksklasse Oberschlesien | Bezirksklasse Oberschlesien | Bezirksklasse Oberschlesien | Bezirksklasse Oberschlesien | Bezirksklasse Oberschlesien | Bezirksklasse Oberschlesien | Bezirksklasse Oberschlesien | Bezirksklasse Oberschlesien | Bezirksklasse Oberschlesien | Bezirksklasse Oberschlesien | Bezirksklasse Oberschlesien | Bezirksklasse Oberschlesien | Bezirksklasse Oberschlesien | Bezirksklasse Oberschlesien | Bezirksklasse Oberschlesien | Bezirksklasse Oberschlesien | Bezirksklasse Oberschlesien | Bezirksklasse Oberschlesien | Bezirksklasse Oberschlesien | Bezirksklasse Oberschlesien | Bezirksklasse Oberschlesien | Bezirksklasse Oberschlesien | Bezirksklasse Oberschlesien | Bezirksklasse Oberschlesien | Bezirksklasse Oberschlesien | Bezirksklasse Oberschlesien | Bezirksklasse Oberschlesien | Bezirksklasse Oberschlesien | Bezirksklasse Oberschlesien | Bezirksklasse Oberschlesien | Bezirksklasse Oberschlesien | Bezirksklasse Oberschlesien | Bezirksklasse Oberschlesien | Bezirksklasse Oberschlesien |
| 1927/28 | Bezirksklasse Oberschlesien | Bezirksklasse Oberschlesien | Bezirksklasse Oberschlesien | Bezirksklasse Oberschlesien | Bezirksklasse Oberschlesien | Bezirksklasse Oberschlesien | Bezirksklasse Oberschlesien | Bezirksklasse Oberschlesien | Bezirksklasse Oberschlesien | Bezirksklasse Oberschlesien | Bezirksklasse Oberschlesien | Bezirksklasse Oberschlesien | Bezirksklasse Oberschlesien | Bezirksklasse Oberschlesien | Bezirksklasse Oberschlesien | Bezirksklasse Oberschlesien | Bezirksklasse Oberschlesien | Bezirksklasse Oberschlesien | Bezirksklasse Oberschlesien | Bezirksklasse Oberschlesien | Bezirksklasse Oberschlesien | Bezirksklasse Oberschlesien | Bezirksklasse Oberschlesien | Bezirksklasse Oberschlesien | Bezirksklasse Oberschlesien | Bezirksklasse Oberschlesien | Bezirksklasse Oberschlesien | Bezirksklasse Oberschlesien | Bezirksklasse Oberschlesien | Bezirksklasse Oberschlesien | Bezirksklasse Oberschlesien | Bezirksklasse Oberschlesien | Bezirksklasse Oberschlesien | Bezirksklasse Oberschlesien | Bezirksklasse Oberschlesien | Bezirksklasse Oberschlesien | Bezirksklasse Oberschlesien | Bezirksklasse Oberschlesien | Bezirksklasse Oberschlesien | Bezirksklasse Oberschlesien | Bezirksklasse Oberschlesien | Bezirksklasse Oberschlesien | Bezirksklasse Oberschlesien | Bezirksklasse Oberschlesien | Bezirksklasse Oberschlesien | Bezirksklasse Oberschlesien | Bezirksklasse Oberschlesien | Bezirksklasse Oberschlesien | Bezirksklasse Oberschlesien | Bezirksklasse Oberschlesien | Bezirksklasse Oberschlesien | Bezirksklasse Oberschlesien | Bezirksklasse Oberschlesien | Bezirksklasse Oberschlesien | Bezirksklasse Oberschlesien | Bezirksklasse Oberschlesien | Bezirksklasse Oberschlesien | Bezirksklasse Oberschlesien | Bezirksklasse Oberschlesien | Bezirksklasse Oberschlesien |
| 1928/29 | Bezirksklasse Oberschlesien | Bezirksklasse Oberschlesien | Bezirksklasse Oberschlesien | Bezirksklasse Oberschlesien | Bezirksklasse Oberschlesien | Bezirksklasse Oberschlesien | Bezirksklasse Oberschlesien | Bezirksklasse Oberschlesien | Bezirksklasse Oberschlesien | Bezirksklasse Oberschlesien | Bezirksklasse Oberschlesien | Bezirksklasse Oberschlesien | Bezirksklasse Oberschlesien | Bezirksklasse Oberschlesien | Bezirksklasse Oberschlesien | Bezirksklasse Oberschlesien | Bezirksklasse Oberschlesien | Bezirksklasse Oberschlesien | Bezirksklasse Oberschlesien | Bezirksklasse Oberschlesien | Bezirksklasse Oberschlesien | Bezirksklasse Oberschlesien | Bezirksklasse Oberschlesien | Bezirksklasse Oberschlesien | Bezirksklasse Oberschlesien | Bezirksklasse Oberschlesien | Bezirksklasse Oberschlesien | Bezirksklasse Oberschlesien | Bezirksklasse Oberschlesien | Bezirksklasse Oberschlesien | Bezirksklasse Oberschlesien | Bezirksklasse Oberschlesien | Bezirksklasse Oberschlesien | Bezirksklasse Oberschlesien | Bezirksklasse Oberschlesien | Bezirksklasse Oberschlesien | Bezirksklasse Oberschlesien | Bezirksklasse Oberschlesien | Bezirksklasse Oberschlesien | Bezirksklasse Oberschlesien | Bezirksklasse Oberschlesien | Bezirksklasse Oberschlesien | Bezirksklasse Oberschlesien | Bezirksklasse Oberschlesien | Bezirksklasse Oberschlesien | Bezirksklasse Oberschlesien | Bezirksklasse Oberschlesien | Bezirksklasse Oberschlesien | Bezirksklasse Oberschlesien | Bezirksklasse Oberschlesien | Bezirksklasse Oberschlesien | Bezirksklasse Oberschlesien | Bezirksklasse Oberschlesien | Bezirksklasse Oberschlesien | Bezirksklasse Oberschlesien | Bezirksklasse Oberschlesien | Bezirksklasse Oberschlesien | Bezirksklasse Oberschlesien | Bezirksklasse Oberschlesien | Bezirksklasse Oberschlesien |
| 1929/30 | Bezirksklasse Oberschlesien | Bezirksklasse Oberschlesien | Bezirksklasse Oberschlesien | Bezirksklasse Oberschlesien | Bezirksklasse Oberschlesien | Bezirksklasse Oberschlesien | Bezirksklasse Oberschlesien | Bezirksklasse Oberschlesien | Bezirksklasse Oberschlesien | Bezirksklasse Oberschlesien | Bezirksklasse Oberschlesien | Bezirksklasse Oberschlesien | Bezirksklasse Oberschlesien | Bezirksklasse Oberschlesien | Bezirksklasse Oberschlesien | Bezirksklasse Oberschlesien | Bezirksklasse Oberschlesien | Bezirksklasse Oberschlesien | Bezirksklasse Oberschlesien | Bezirksklasse Oberschlesien | Bezirksklasse Oberschlesien | Bezirksklasse Oberschlesien | Bezirksklasse Oberschlesien | Bezirksklasse Oberschlesien | Bezirksklasse Oberschlesien | Bezirksklasse Oberschlesien | Bezirksklasse Oberschlesien | Bezirksklasse Oberschlesien | Bezirksklasse Oberschlesien | Bezirksklasse Oberschlesien | Bezirksklasse Oberschlesien | Bezirksklasse Oberschlesien | Bezirksklasse Oberschlesien | Bezirksklasse Oberschlesien | Bezirksklasse Oberschlesien | Bezirksklasse Oberschlesien | Bezirksklasse Oberschlesien | Bezirksklasse Oberschlesien | Bezirksklasse Oberschlesien | Bezirksklasse Oberschlesien | Bezirksklasse Oberschlesien | Bezirksklasse Oberschlesien | Bezirksklasse Oberschlesien | Bezirksklasse Oberschlesien | Bezirksklasse Oberschlesien | Bezirksklasse Oberschlesien | Bezirksklasse Oberschlesien | Bezirksklasse Oberschlesien | Bezirksklasse Oberschlesien | Bezirksklasse Oberschlesien | Bezirksklasse Oberschlesien | Bezirksklasse Oberschlesien | Bezirksklasse Oberschlesien | Bezirksklasse Oberschlesien | Bezirksklasse Oberschlesien | Bezirksklasse Oberschlesien | Bezirksklasse Oberschlesien | Bezirksklasse Oberschlesien | Bezirksklasse Oberschlesien | Bezirksklasse Oberschlesien |
| 1930/31 | Bezirksklasse Oberschlesien | Bezirksklasse Oberschlesien | Bezirksklasse Oberschlesien | Bezirksklasse Oberschlesien | Bezirksklasse Oberschlesien | Bezirksklasse Oberschlesien | Bezirksklasse Oberschlesien | Bezirksklasse Oberschlesien | Bezirksklasse Oberschlesien | Bezirksklasse Oberschlesien | Bezirksklasse Oberschlesien | Bezirksklasse Oberschlesien | Bezirksklasse Oberschlesien | Bezirksklasse Oberschlesien | Bezirksklasse Oberschlesien | Bezirksklasse Oberschlesien | Bezirksklasse Oberschlesien | Bezirksklasse Oberschlesien | Bezirksklasse Oberschlesien | Bezirksklasse Oberschlesien | Bezirksklasse Oberschlesien | Bezirksklasse Oberschlesien | Bezirksklasse Oberschlesien | Bezirksklasse Oberschlesien | Bezirksklasse Oberschlesien | Bezirksklasse Oberschlesien | Bezirksklasse Oberschlesien | Bezirksklasse Oberschlesien | Bezirksklasse Oberschlesien | Bezirksklasse Oberschlesien | Bezirksklasse Oberschlesien | Bezirksklasse Oberschlesien | Bezirksklasse Oberschlesien | Bezirksklasse Oberschlesien | Bezirksklasse Oberschlesien | Bezirksklasse Oberschlesien | Bezirksklasse Oberschlesien | Bezirksklasse Oberschlesien | Bezirksklasse Oberschlesien | Bezirksklasse Oberschlesien | Bezirksklasse Oberschlesien | Bezirksklasse Oberschlesien | Bezirksklasse Oberschlesien | Bezirksklasse Oberschlesien | Bezirksklasse Oberschlesien | Bezirksklasse Oberschlesien | Bezirksklasse Oberschlesien | Bezirksklasse Oberschlesien | Bezirksklasse Oberschlesien | Bezirksklasse Oberschlesien | Bezirksklasse Oberschlesien | Bezirksklasse Oberschlesien | Bezirksklasse Oberschlesien | Bezirksklasse Oberschlesien | Bezirksklasse Oberschlesien | Bezirksklasse Oberschlesien | Bezirksklasse Oberschlesien | Bezirksklasse Oberschlesien | Bezirksklasse Oberschlesien | Bezirksklasse Oberschlesien |
| 1931/32 | Bezirksklasse Oberschlesien | Bezirksklasse Oberschlesien | Bezirksklasse Oberschlesien | Bezirksklasse Oberschlesien | Bezirksklasse Oberschlesien | Bezirksklasse Oberschlesien | Bezirksklasse Oberschlesien | Bezirksklasse Oberschlesien | Bezirksklasse Oberschlesien | Bezirksklasse Oberschlesien | Bezirksklasse Oberschlesien | Bezirksklasse Oberschlesien | Bezirksklasse Oberschlesien | Bezirksklasse Oberschlesien | Bezirksklasse Oberschlesien | Bezirksklasse Oberschlesien | Bezirksklasse Oberschlesien | Bezirksklasse Oberschlesien | Bezirksklasse Oberschlesien | Bezirksklasse Oberschlesien | Bezirksklasse Oberschlesien | Bezirksklasse Oberschlesien | Bezirksklasse Oberschlesien | Bezirksklasse Oberschlesien | Bezirksklasse Oberschlesien | Bezirksklasse Oberschlesien | Bezirksklasse Oberschlesien | Bezirksklasse Oberschlesien | Bezirksklasse Oberschlesien | Bezirksklasse Oberschlesien | Bezirksklasse Oberschlesien | Bezirksklasse Oberschlesien | Bezirksklasse Oberschlesien | Bezirksklasse Oberschlesien | Bezirksklasse Oberschlesien | Bezirksklasse Oberschlesien | Bezirksklasse Oberschlesien | Bezirksklasse Oberschlesien | Bezirksklasse Oberschlesien | Bezirksklasse Oberschlesien | Bezirksklasse Oberschlesien | Bezirksklasse Oberschlesien | Bezirksklasse Oberschlesien | Bezirksklasse Oberschlesien | Bezirksklasse Oberschlesien | Bezirksklasse Oberschlesien | Bezirksklasse Oberschlesien | Bezirksklasse Oberschlesien | Bezirksklasse Oberschlesien | Bezirksklasse Oberschlesien | Bezirksklasse Oberschlesien | Bezirksklasse Oberschlesien | Bezirksklasse Oberschlesien | Bezirksklasse Oberschlesien | Bezirksklasse Oberschlesien | Bezirksklasse Oberschlesien | Bezirksklasse Oberschlesien | Bezirksklasse Oberschlesien | Bezirksklasse Oberschlesien | Bezirksklasse Oberschlesien |
| 1932/33 | Bezirksklasse Oberschlesien | Bezirksklasse Oberschlesien | Bezirksklasse Oberschlesien | Bezirksklasse Oberschlesien | Bezirksklasse Oberschlesien | Bezirksklasse Oberschlesien | Bezirksklasse Oberschlesien | Bezirksklasse Oberschlesien | Bezirksklasse Oberschlesien | Bezirksklasse Oberschlesien | Bezirksklasse Oberschlesien | Bezirksklasse Oberschlesien | Bezirksklasse Oberschlesien | Bezirksklasse Oberschlesien | Bezirksklasse Oberschlesien | Bezirksklasse Oberschlesien | Bezirksklasse Oberschlesien | Bezirksklasse Oberschlesien | Bezirksklasse Oberschlesien | Bezirksklasse Oberschlesien | Bezirksklasse Oberschlesien | Bezirksklasse Oberschlesien | Bezirksklasse Oberschlesien | Bezirksklasse Oberschlesien | Bezirksklasse Oberschlesien | Bezirksklasse Oberschlesien | Bezirksklasse Oberschlesien | Bezirksklasse Oberschlesien | Bezirksklasse Oberschlesien | Bezirksklasse Oberschlesien | Bezirksklasse Oberschlesien | Bezirksklasse Oberschlesien | Bezirksklasse Oberschlesien | Bezirksklasse Oberschlesien | Bezirksklasse Oberschlesien | Bezirksklasse Oberschlesien | Bezirksklasse Oberschlesien | Bezirksklasse Oberschlesien | Bezirksklasse Oberschlesien | Bezirksklasse Oberschlesien | Bezirksklasse Oberschlesien | Bezirksklasse Oberschlesien | Bezirksklasse Oberschlesien | Bezirksklasse Oberschlesien | Bezirksklasse Oberschlesien | Bezirksklasse Oberschlesien | Bezirksklasse Oberschlesien | Bezirksklasse Oberschlesien | Bezirksklasse Oberschlesien | Bezirksklasse Oberschlesien | Bezirksklasse Oberschlesien | Bezirksklasse Oberschlesien | Bezirksklasse Oberschlesien | Bezirksklasse Oberschlesien | Bezirksklasse Oberschlesien | Bezirksklasse Oberschlesien | Bezirksklasse Oberschlesien | Bezirksklasse Oberschlesien | Bezirksklasse Oberschlesien | Bezirksklasse Oberschlesien |

|  | Eingleisige oberste Liga              |
|  | Mehrgleisige obere Ligen mit Endrunde |

## Oberschlesischer Meister 1907–1933
| Jahr    | Oberschlesischer Meister           | Abschneiden südost- deutsche Meisterschaft | Südostdeutscher Meister           |
| ------- | ---------------------------------- | ------------------------------------------ | --------------------------------- |
| 1906/07 | FC Preußen 05 Kattowitz            | Vorrunde                                   | SC Schlesien Breslau              |
| 1907/08 | FC Preußen 05 Kattowitz            | Finale                                     | VfR 1897 Breslau                  |
| 1908/09 | FC Preußen 05 Kattowitz            | Finale                                     | SC Alemannia Cottbus              |
| 1909/10 | SC Germania Kattowitz              | Finale                                     | VfR 1897 Breslau                  |
| 1910/11 | SC Germania Kattowitz              | Vorrunde                                   | FC Askania Forst                  |
| 1911/12 | SC Diana Kattowitz                 | Vorrunde                                   | ATV Liegnitz                      |
| 1912/13 | FC Preußen 05 Kattowitz            | Finale                                     | FC Askania Forst                  |
| 1913/14 | Beuthener SuSV 09                  | Vorrunde                                   | FC Askania Forst                  |
| 1919/20 | Beuthener SuSV 09                  | Vorrunde                                   | Vereinigte Breslauer Sportfreunde |
| 1920/21 | Beuthener SuSV 09                  | Vorrunde                                   | Vereinigte Breslauer Sportfreunde |
| 1921/22 | FC Preußen 05 Kattowitz            | Dritter                                    | Vereinigte Breslauer Sportfreunde |
| 1922/23 | Beuthener SuSV 09                  | Zweiter                                    | Vereinigte Breslauer Sportfreunde |
| 1923/24 | SC Vorwärts Gleiwitz               | Vierter                                    | Vereinigte Breslauer Sportfreunde |
| 1924/25 | Beuthener SuSV 09                  | Vierter                                    | FC Viktoria Forst                 |
| 1925/26 | VfB 1910 Gleiwitz                  | Dritter                                    | Breslauer SC 08                   |
| 1926/27 | SpVgg Vorwärts-Rasensport Gleiwitz | Fünfter                                    | Vereinigte Breslauer Sportfreunde |
| 1927/28 | SC Preußen Zaborze                 | Dritter                                    | Breslauer SC 08                   |
| 1928/29 | Beuthener SuSV 09                  | Vierter (Meisterstaffel)                   | SC Preußen Zaborze                |
| 1929/30 | SC Preußen Zaborze                 | Dritter (Meisterstaffel)                   | Beuthener SuSV 09                 |
| 1930/31 | SC Preußen Zaborze                 | Vierter (Meisterstaffel)                   | Beuthener SuSV 09                 |
| 1931/32 | SpVgg Vorwärts-Rasensport Gleiwitz | Dritter (Meisterstaffel)                   | Beuthener SuSV 09                 |
| 1932/33 | SpVgg Vorwärts-Rasensport Gleiwitz | Vizemeister                                | Beuthener SuSV 09                 |

## Oberschlesische Vizemeister 1929–1933
| Saison  | Oberschlesischer Vizemeister | Abschneiden südost- deutsche Meisterschaft | Südostdeutscher Meister |
| ------- | ---------------------------- | ------------------------------------------ | ----------------------- |
| 1928/29 | SC Preußen Zaborze           | Gewinner                                   | SC Preußen Zaborze      |
| 1929/30 | Beuthener SuSV 09            | Gewinner                                   | Beuthener SuSV 09       |
| 1930/31 | Beuthener SuSV 09            | Gewinner                                   | Beuthener SuSV 09       |
| 1931/32 | Beuthener SuSV 09            | Gewinner                                   | Beuthener SuSV 09       |
| 1932/33 | Beuthener SuSV 09            | Gewinner                                   | Beuthener SuSV 09       |

## Rekordmeister
Oberschlesischer Rekordmeister ist Beuthener SuSV 09, der den Titel 6 Mal gewinnen konnte.
|  | Verein                             | Titel | Jahr                               |
|  | ---------------------------------- | ----- | ---------------------------------- |
|  | Beuthener SuSV 09                  | 6     | 1914, 1920, 1921, 1923, 1925, 1929 |
|  | FC Preußen 05 Kattowitz            | 5     | 1907, 1908, 1909, 1913, 1922       |
|  | SpVgg Vorwärts-Rasensport Gleiwitz | 3     | 1927, 1932, 1933                   |
|  | SC Preußen Zaborze                 | 3     | 1928, 1930, 1931                   |
|  | SC Germania Kattowitz              | 2     | 1910, 1911                         |
|  | SC Diana Kattowitz                 | 1     | 1912                               |
|  | SC Vorwärts Gleiwitz               | 1     | 1924                               |
|  | VfB 1910 Gleiwitz                  | 1     | 1926                               |